# Filmprüfstelle
Die Filmprüfstelle war in der Weimarer Republik und im nationalsozialistischen Deutschland die Zensurbehörde, die darüber entschied, ob fertiggestellte Filme zur öffentlichen Vorführung zugelassen wurden.

## Zeitraum der Weimarer Republik

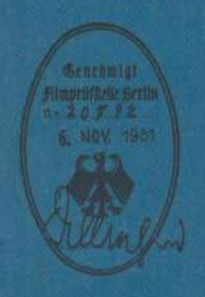
Stempel der Filmprüfstelle Berlin vom 6. November 1931 mit der faksimilierten Unterschrift des Kammervorsitzenden Leo Dillinger;
Ausschnitt aus dem von Josef Fenneker gestalteten Plakat für den Film Einer Frau muss man alles verzeihen

Die gesetzliche Grundlage für eine Filmzensur wurde in Deutschland mit dem Lichtspielgesetz vom 12. Mai 1920 geschaffen. Die Einzelheiten regelte eine Ausführungsverordnung. Da sich die wichtigsten Filmproduktionsstätten in Berlin und München befanden, wurde hier jeweils eine Prüfstelle eingerichtet. Die Filmprüfstelle München war für Produktionsfirmen mit Sitz in Bayern, Württemberg, Baden und Hessen, die Filmprüfstelle Berlin für die übrigen Teile Deutschlands zuständig. Eine Zulassung aus München oder Berlin galt dann jedoch für das gesamte Reichsgebiet. Eine Oberfilmprüfstelle, die als letzte Instanz diente, hatte ihren Sitz ebenfalls in Berlin.
Besetzt war jede Filmprüfstelle mit einem beamteten Vorsitzenden, der vom Innenminister ernannt wurde, sowie vier Beisitzern, die aus den Bereichen Film, Kunst, Literatur, Volks- und Jugendwohlfahrt und Volksbildung besetzt wurden. Leiter der Oberprüfstelle waren Carl Bulcke und ab 1924 Ernst Seeger, der spätere Leiter der Abteilung Film in Joseph Goebbels’ Reichsministerium für Volksaufklärung und Propaganda. Ein weiterer wichtiger Mitarbeiter war der langjährige Theater-Zensor Oberregierungsrat Kurt Karl Gustav von Glasenapp.
Gegenstand der Prüfung waren der Film, sein Titel und das dazugehörige Werbematerial. Auch Filme, die bereits vor Inkrafttreten des Lichtspielgesetzes entstanden sind, mussten, wenn sie weiterhin im Kino gespielt werden sollten, der Filmprüfstelle vorgelegt werden. Dasselbe galt für ausländische Filme, die im Reichsgebiet öffentlich vorgeführt werden sollten.
Das Prüfungsverfahren war für die Produktionsgesellschaften antrags- und gebührenpflichtig. Auf die Verhandlung, die in Anwesenheit des Antragsteller geführt wurde, folgte eine nichtöffentliche Beschlussfassung. Im Falle einer Ablehnung erhielt der Antragsteller eine schriftliche Begründung.
Die Zensur der Filmprüfstellen erfolgte nach rein polizeilichen Gesichtspunkten. Verbotsgründe bestanden in der Gefährdung lebenswichtiger Interessen des Staates, der öffentlichen Ordnung oder Sicherheit. In der Weimarer Republik mussten sich Filme, die als unbedenklich beurteilt worden waren, noch einer zweiten Prüfung unterziehen. Diese Prüfung, die auf den Bestimmungen des Reichsrats über die Vergnügungsteuer beruhte und über die Verleihung von Filmprädikaten entschied, erfolgte nach künstlerischen Gesichtspunkten. Zuständig für die Prädikatisierung waren die Preußische Bildstelle beim Zentralinstitut für Erziehung und Unterricht in Berlin und die Bayerische Lichtspielstelle in München.

## Zeitraum im nationalsozialistischen Deutschland
Mit dem Lichtspielgesetz vom 16. Februar 1934 wurden das Lichtspielgesetz von 1920 und seine Durchführungsverordnungen aufgehoben. Damit ergaben sich für die Filmprüfung grundlegende Änderungen. Die Trennung zwischen polizeilichen und ästhetischen Gesichtspunkten der Zensur wurde aufgehoben, die Filmprüfstelle in München wurde geschlossen. Die Verantwortung für Filmzensur und Filmprädikatisierung lag ab 1934 allein bei der Filmprüfstelle Berlin, die dem Reichsministerium für Volksaufklärung und Propaganda unterstellt wurde.
Um zu verhindern, dass unerwünschte Filme überhaupt hergestellt würden, wurde außerdem ein Reichsfilmdramaturg mit der Vorprüfung jedes Filmprojekts beauftragt.
In die Arbeit der Filmprüfstelle wurde das Führerprinzip eingeführt; die Beisitzer, die bisher volles Stimmrecht besessen hatten, durften jetzt nur noch beraten. Die Entscheidungsgewalt lag allein beim Vorsitzenden, der nun vom Reichsminister für Volksaufklärung und Propaganda eingesetzt wurde. Weitgehend unverändert blieb lediglich das Antragsverfahren.
Der gravierendste Unterschied zur Filmzensur in der Weimarer Republik war die Erweiterung der Verbotsgründe. Von 1934 an konnten auch solche Filme verboten werden, die geeignet waren, „das nationalsozialistische, religiöse, sittliche oder künstlerische Empfinden zu verletzen, verrohend oder entsittlichend zu wirken, das deutsche Ansehen oder die Beziehungen Deutschlands zu auswärtigen Staaten zu gefährden“. Damit konnten auch politisch missliebige und schlecht gemachte Filme verboten werden. Praktisch unmöglich war seit 1934 auch die Verfilmung der Arbeiten emigrierter bzw. politisch missliebiger Autoren. Einer besonderen Verschärfung unterlagen außerdem die Zulassungsbedingungen für Jugendfilme.
Filmzensur bedeutete im günstigsten Fall, dass Drehbuch und Besetzung einige Male geändert und der fertige Film etliche Male umgeschnitten werden musste. Im ungünstigsten Falle wurde ein Film nur für die Vorführung im (besetzten) Ausland oder auch überhaupt nicht zur Vorführung zugelassen. Eine Durchführungsverordnung vom 3. Juli 1935 legte fest, dass auch alle Filme, die vor dem 30. Januar 1933 hergestellt oder importiert worden waren, erneut zensiert werden mussten. Verboten wurden auf diesem Wege politisch unerwünschte Filme wie Die Dreigroschenoper (1931) oder Kuhle Wampe oder: Wem gehört die Welt? (1932), aber auch Werke, die unter Mitwirkung jüdischer bzw. emigrierter Regisseure und Darsteller produziert worden waren.
Zu einer Liberalisierung kam es lediglich im Bereich des Amateurfilms. Der zunehmenden Verbreitung der Schmalfilmtechnik trug der Gesetzgeber dadurch Rechnung, dass Filmamateure ihre Filme nicht mehr der Filmprüfstelle vorzulegen hatten, sondern Genehmigungen für öffentliche Vorführungen bei den örtlichen Polizeibehörden beantragen konnten.
Am Kriegsende musste die Filmprüfstelle ihre Arbeit einstellen. In der Bundesrepublik Deutschland wurde als demokratischer Gegenentwurf die Freiwillige Selbstkontrolle der Filmwirtschaft (FSK) geschaffen.

## Mitglieder (Auswahl)
Leiter
- Carl Bulcke, 1920–1924
- Ernst Seeger, 1924–

Weitere Mitarbeiter
- Fritz Engel, –1933 Mitglied der Film-Oberprufstelle[4]
- Hans Erich Schrade, ab 1934 Vorsitzender einer Prüfkammer[5]